# Иштыханский район
Иштыханский район (тума́н; узб. Ishtixon tumani / Иштихон тумани) — район в Самаркандской области Узбекистана. Административный центр — город Иштыхан.

## История
Район был образован 8 мая 1943 года. 2 марта 1959 года к Иштыханскому району была присоединена территория Митанского района.

## Административно-территориальное деление
По состоянию на 1 января 2011 года, в состав района входят:
Город
1. Иштыхан.

12 городских посёлков:
1. Азамат,
2. Бахрин,
3. Дамарик,
4. Киркйигит,
5. Митан,
6. Одил,
7. Сугот,
8. Халкабад,
9. Шайхислом,
10. Шейхлар,
11. Янгикент,
12. Янгиработ.
13. Ровот.

9 сельских сходов граждан:
1. Азамат,
2. Зарбанд,
3. Курли,
4. Рават,
5. Уртакишлак,
6. Файзиабад,
7. Хакикат,
8. Халкабад,
9. Чардара.